# Badamalos
Badamalos ist ein Ort und eine ehemalige Gemeinde (Freguesia) im portugiesischen Kreis Sabugal. Die Gemeinde hatte 96 Einwohner (Stand 30. Juni 2011).
Am 29. September 2013 wurden die Gemeinden Badamalos, Aldeia da Ribeira und Vilar Maior zur neuen Gemeinde União das Freguesias de Aldeia da Ribeira, Vilar Maior e Badamalos zusammengeschlossen.